# Salacia intermedia
Salacia intermedia är en benvedsväxtart som beskrevs av Ding Hou. Salacia intermedia ingår i släktet Salacia och familjen Celastraceae. Inga underarter finns listade.